# قرار مجلس الأمن التابع للأمم المتحدة رقم 415
اعتمد قرار مجلس الأمن التابع للأمم المتحدة رقم 415 بتاريخ 29 سبتمبر عام 1977، أشار القرار إلى رسالة ودعوة صادرة عن المملكة المتحدة إلى رئيس مجلس الأمن لتعيين ممثل بهدف «الدخول في مناقشات مع المفوض المقيم البريطاني ومع جميع الأطراف بشأن الترتيبات العسكرية والترتيبات المرتبطة بها التي تعتبر ضرورية لتنفيذ الانتقال إلى حكم الأغلبية». وطلب المجلس من الأمين العام تعيين هؤلاء الممثلين، كما وطلب من الأمين العام أن يحيل تقريراً عن نتائج المناقشات في أقرب وقت ممكن، وأخيراً دعا جميع الأطراف إلى التعاون مع الممثل. صوّت لصالح القرار 13 دولة وامتنع الاتحاد السوفيتي عن التصويت، في حين لم تشارك جمهورية الصين الشعبية في عملية التصويت على القرار.